# Andreas Zuber
Andreas Zuber (né le 9 octobre 1983 à Judenburg, Autriche) est un pilote automobile autrichien. Il participe depuis 2006 au championnat de GP2 Series dans lequel il est inscrit sous une licence des Émirats arabes unis.

## Biographie
Andreas Zuber a commenté la compétition en 1998 par le karting. En 2000, il accède au sport automobile par le biais du championnat de Konig en Allemagne. Passé par les rangs du championnat d'Allemagne de Formule Renault (2001) puis du championnat d'Italie de Formule 3 (2002), il accède au relevé championnat de Formule 3 Euroseries en 2003. Malgré deux saisons peu convaincantes, il continue à se hisser dans la hiérarchie du sport automobile en participant en 2005 au championnat de Formule Renault 3.5 des World Series by Renault qu'il termine à une honorable sixième place, avec une victoire. Depuis 2006, il participe au championnat de GP2 Series. Ses deux saisons dans la discipline ont à chaque fois été ponctuées d'une victoire (dans la course sprint d'Istanbul en 2006, et dans la course longue de Silverstone en 2007).
Approché par l'écurie Honda F1, il a effectué ses premiers tours de roues en F1 en novembre 2007 à l'occasion d'essais privés à Barcelone. Ce premier contact avec la discipline reine pourrait déboucher sur un contrat de pilote essayeur.

## Résultats enGP2 Series
| Saison | Écurie               | Courses disputées | Pole positions | Victoires | Points inscrits | Classement |
| 2006   | Trident Racing       | 21                | 0              | 1         | 12              | 14e        |
| 2007   | iSport International | 20                | 1              | 1         | 30              | 9e         |